# Horst Posdorf
Horst Posdorf (n. 8 februarie 1948, Dornum, Bizone⁠(d), Germania – d. 12 octombrie 2017) a fost un matematician, profesor universitar și om politic german, membru al Parlamentului European în perioada 2004-2009 din partea Germaniei.